# Omar (pel·lícula)
Omar (àrab: عمر, ʿUmar) és una pel·lícula de drama palestina dirigida per Hany Abu-Assad i estrenada l'any 2013. Es va projectar en la secció Un Certain Regard del Festival de Cannes del 2013, on va guanyar el Premi del Jurat, i va ser mostrada al Festival Internacional de Cinema de Toronto de 2013.
El film ha estat nominat al 86è Oscar a la millor pel·lícula de parla no anglesa. i guanyà, l'any 2013, el premi a la millor pel·lícula en els Asia Pacific Screen Awards a Brisbane, Austràlia. La pel·lícula es va projectar a les Nacions Unides a Nova York l'1 de maig de 2014.

## Argument
Omar, un jove forner, està acostumat a esquivar les bales dels vigilants quan s'enfila pel mur per anar a veure a Nadia, el seu amor secret. Però a la Palestina ocupada no es pot estimar obertament ni fer la guerra de front. A l'altra banda del mur Omar es converteix en un guerrer de la llibertat que s'haurà d'enfrontar a doloroses decisions de vida o mort. Quan és capturat després d'una acció de resistència, comença un letal joc del gat i el ratolí amb la policia militar. Les sospites i la traïció fan perillar la relació amb els seus dos amics d'infància, Amjad i Tarek, el germà de Nadia. Els sentiments d'Omar acaben tan dividits com Palestina. Però és obvi que totes les seves accions estan guiades pel seu amor a Nadia.

## Repartiment
- Adam Bakri: Omar
- Samer Bisharat: Amjad
- Waleed Zuaiter: Agent Rami
- Leem Lubany: Nadia
- Baher Agbariya: guardià de la presó # 1
- Majd Bitar: amic de Tarek
- Walid Abed Elsalam: líder en el funeral
- David Gerson: guardià de la presó # 2
- Anna Maria Hawa: germana de Abeer Omar
- Laura Hawa: infermera
- Ihab Jadallah: pres al pati
- Nael Kanj: agent Rami# 1
- Tarik Kopty: pare de Tarek
- Adi Krayem: soldat
- Doraid Liddawi: soldat
- Eli Rezik: guardià de la presó # 3
- Yousef "Joe" Sweid: torturador
- Ziyad Jarjoura: germà d'Amer Omar

## Producció
El film va ser rodat a Cisjordània i Israel per personal palestí gràcies a una petita ajuda del Festival Internacional de Cinema de Dubai, i al mecenatge de la diàspora palestina, amb l'actor Waleed Zuaiter al capdavant.

## Premis i nominacions
| Premi/Festival                                 | Categoria                                                   | Guanyador/Nominat              | Resultat  |
| ---------------------------------------------- | ----------------------------------------------------------- | ------------------------------ | --------- |
| Premis Oscar 2013                              | Oscar a la millor pel·lícula de parla no anglesa            | Hany Abu-Assad                 | Nominat   |
| American Film Institute Fest                   | Gran premi del jurat                                        | Hany Abu-Assad                 | Nominat   |
| Asian Pacific Screen Awards                    | Asia Pacific Screen Award for Best Feature Film             | Hany Abu-Assad, Waleed Zuaiter | Guanyador |
| Asian Pacific Screen Awards                    | Asia Pacific Screen Award for Best Performance by an Actor  | Adam Bakri                     | Nominat   |
| Asian Pacific Screen Awards                    | Asia Pacific Screen Award for Achievement in Cinematography | Ehab Assal                     | Nominat   |
| Festival Internacional de Cinema de Canes 2013 | Un Certain Regard Premi del Jurat                           | Hany Abu-Assad, Waleed Zuaiter | Guanyador |
| Dubai International Film Festival              | Muhr Arab premi al millor director                          | Hany Abu-Assad                 | Guanyador |
| Dubai International Film Festival              | Muhr Best Film                                              | Waleed Zuaiter                 | Guanyador |
| Ghent International Film Festival              | Youth Jury Award Best Film                                  | Hany Abu-Assad                 | Guanyador |
| Fajr International Film Festival               | Crystal Simorgh Prize per millor direcció                   | Hany Abu-Assad                 | Guanyador |
| New York Film Festival                         | Grand Marnier Fellowship Award - Millor pel·lícula          |                                | Nominat   |
| Palm Springs International Film Festival       | Millor pel·lícula en llengua estrangera                     |                                | Nominat   |
| Tromsø International Film Festival             | The Norwegian Peace Film Award                              | Hany Abu-Assad                 | Guanyador |